# Max Wockatz

Max Wockatz

Max Richard Wockatz (* 25. September 1898 in Rothnaußlitz; † 15. April 1947 im NKWD-Speziallager Nr. 1, Bad Liebenwerda-Neuburxdorf bei Mühlberg, Landkreis Elbe-Elster) war ein deutscher Politiker (NSDAP).

## Leben und Wirken

### Frühe Jahre und Erster Weltkrieg
Wockatz besuchte von 1905 bis 1913 die Volksschule in Rothnaußlitz. Von 1914 bis 1915 wurde er an der landwirtschaftlichen Lehranstalt Bautzen ausgebildet. Anschließend arbeitete er einige Monate als landwirtschaftlicher Beamter in der Landeshauptmannschaft Bautzen beim Ökonomierat Klahre in Preititz.
Am 14. Dezember 1916 wurde Wockatz zum Feld-Artillerie-Regiment 64 in Pirna einberufen und am 21. März 1917 zum Feld-Artillerie-Regiment 28 nach Bautzen versetzt, bevor er am 17. Oktober 1917 mit dem Feld-Artillerie-Regiment 48 an die Front zog. Während des Krieges wurde Wockatz mit dem Eisernen Kreuz II. Klasse und der Bronzene Friedrich-August-Medaille ausgezeichnet. Am 15. September 1919 wurde er als Unteroffizier entlassen.

### Weimarer Republik und NS-Zeit
Nach seiner Rückkehr aus dem Krieg verdiente Wockatz seinen Lebensunterhalt als Gutsinspektor in Gersdorf im Kreis Görlitz, Nieder Horka im Kreis Rothenburg sowie in Arnsdorf und Hilbersdorf im Kreis Görlitz.
In den 1920er Jahren trat Wockatz in die NSDAP ein. Am 1. August 1931 übernahm er als Parteifunktionär den Posten des Ortsgruppenleiter der NSDAP-Obergruppe Görlitz. Im Mai 1932 übernahm er in Personalunion die Bezirksleitung der NSDAP in der Oberlausitz, die die Kreise Hoyerswerda, Rothenburg, Görlitz und Lauban umfasste. Durch Um- bzw. Neuorganisationen der Parteistruktur wurde Wockatz am 1. August 1932 zum Kreisleiter des Stadtkreises Görlitz. Diesen Posten hatte er knapp zwei Jahre lang, bis zum 25. Mai 1934, inne.
Bei der Reichstagswahl im Juli 1932 wurde Wockatz als Kandidat der NSDAP für den Wahlkreis 8 (Liegnitz) in den Reichstag gewählt. Er gehörte dem Reichstag anschließend knapp dreizehn Jahre lang zum Ende der NS-Herrschaft im Mai 1945 an. Sein Mandat wurde in dieser Zeit fünf Mal – bei den Reichstagswahlen vom November 1932, März 1933, November 1933, März 1936 und Mai 1938 – bestätigt. Das wichtigste parlamentarische Ereignis, an dem Wockatz während seiner Abgeordnetenzeit beteiligt war, war die Verabschiedung des Ermächtigungsgesetzes im März 1933, das die rechtliche Grundlage für die Errichtung der NS-Diktatur bildete und das unter anderem auch mit seiner Stimme beschlossen wurde.
Am 25. Mai 1934 wurde Wockatz zum Kreisleiter des Kreises Hoyerswerda ernannt.

### Tod
Nach dem Zweiten Weltkrieg geriet Wockatz in sowjetische Gefangenschaft. Er starb im NKWD-Speziallager Nr. 1, Bad Liebenwerda-Neuburxdorf (Elbe-Elster).